# Dimitar Penev
Dimitar Dushkov Penev - em búlgaro, Димитър Душков Пенев (Mirovyane, 12 de julho de 1945) - é um ex-futebolista e técnico de futebol búlgaro, que atuava como defensor.

## Carreira

### Jogador
Jogou, como zagueiro, por 18 anos, entre 1959 e 1977, e defendeu apenas dois clubes: nos cinco primeiros anos (incluindo equipes juvenis), o Lokomotiv Sófia, ganhando o campeonato búlgaro de 1964; o título atraiu o CSKA Sófia, que o levou no ano seguinte e onde Penev encerraria a carreira 12 anos mais tarde, após outros sete títulos no campeonato nacional. Também integrou a Seleção Búlgara que foi às Copas do Mundo de 1966, 1970 e 1974. Ao todo, foram 90 jogos e dois gols pelo selecionado.

### Treinador
Como treinador, Penev destacou-se especialmente na sua ex-equipe do CSKA, faturando quatro campeonatos búlgaros; e, principalmente, por ter levado a desacreditada Bulgária à surpreendente quarta colocação na Copa do Mundo de 1994, quando os búlgaros, além de terem vencido sua primeira partida em um mundial, fizeram a sua melhor campanha na história da competição, consagrando o craque Hristo Stoichkov, artilheiro da Copa. Penev também levou a seleção à sua primeira Eurocopa, na edição de 1996. Na Euro, convocou seu sobrinho Luboslav Penev (que foi à Copa do Mundo de 1998).
Em julho de 2007, foi novamente admitido para o cargo de técnico da Seleção Búlgara com a missão de classificá-la para a Eurocopa 2008, mas a equipe terminou eliminada na terceira colocação de sua grupo, um ponto atrás da segunda colocada Holanda. Foi substitúido por Plamen Markov, que comandou a equipe na Euro 2004.